# Divize A 1968/1969
V soubojích 4. ročníku České divize A 1968/69 se utkalo 14 týmů dvoukolovým systémem podzim – jaro. Tento ročník začal v srpnu 1968 a skončil v červnu 1969.

## Nové týmy v sezoně 1968/69
Na začátku sezóny bylo zrušeno striktní dodržování umisťování do Divize A pouze klubů z Jihočeského a Západočeského kraje a proto sem mohly být zařazeny i kluby z hl. m. Prahy a Středočeského kraje.
Z 2. ligy – sk. A 1967/68 sestoupila do Divize A mužstvo TJ Viktoria Žižkov. Z krajských přeborů ročníku 1967/68 postoupila vítězná mužstva TJ Škoda Plzeň "B" ze Západočeského krajského přeboru, VTJ Dukla Tábor "B" z Jihočeského krajského přeboru a TJ Baník Příbram ze Středočeského krajského přeboru. Také sem byla přeřazena mužstva TJ Motorlet Praha z Divize B a TJ KŽ Králův Dvůr z Divize C.

## Výsledná tabulka
Zdroj: 
| Poř. | Tým                                 | Z  | V  | R | P  | VG | OG | B  |
| ---- | ----------------------------------- | -- | -- | - | -- | -- | -- | -- |
| 1.   | TJ Viktoria Žižkov                  | 26 | 17 | 4 | 5  | 57 | 23 | 38 |
| 2.   | TJ Škoda Plzeň "B"                  | 26 | 15 | 6 | 5  | 52 | 24 | 36 |
| 3.   | TJ Baník Příbram                    | 26 | 16 | 4 | 6  | 63 | 33 | 36 |
| 4.   | TJ VS Tábor                         | 26 | 14 | 4 | 8  | 37 | 31 | 32 |
| 5.   | VTJ Dukla Sušice                    | 26 | 13 | 4 | 9  | 44 | 32 | 30 |
| 6.   | VTJ Dukla Tábor "B"                 | 26 | 12 | 6 | 8  | 37 | 35 | 30 |
| 7.   | TJ KŽ Králův Dvůr                   | 26 | 10 | 7 | 9  | 39 | 33 | 27 |
| 8.   | TJ Motorlet Praha                   | 26 | 10 | 7 | 9  | 31 | 35 | 27 |
| 9.   | VTJ Dukla Tachov                    | 26 | 8  | 8 | 10 | 36 | 37 | 24 |
| 10.  | TJ Spartak Pelhřimov                | 26 | 8  | 7 | 11 | 38 | 50 | 23 |
| 11.  | TJ Lokomotiva Plzeň                 | 26 | 9  | 4 | 13 | 37 | 41 | 22 |
| 12.  | VTJ Dukla Písek                     | 26 | 7  | 4 | 15 | 39 | 47 | 18 |
| 13.  | VTJ Dukla Hraničář České Budějovice | 26 | 5  | 5 | 16 | 24 | 54 | 15 |
| 14.  | TJ Jiskra Humpolec                  | 26 | 1  | 4 | 21 | 19 | 75 | 6  |

Poznámky:
- Z = Odehrané zápasy; V = Vítězství; R = Remízy; P = Prohry; VG = Vstřelené góly; OG = Obdržené góly; B = Body

|  | Postup do 3. ligy – sk. A 1969/70                |
|  | Sestup do příslušného oblastního přeboru 1969/70 |